# Oenothera havardii
Oenothera havardii är en dunörtsväxtart som beskrevs av S. Wats.. Oenothera havardii ingår i släktet nattljussläktet, och familjen dunörtsväxter. Inga underarter finns listade i Catalogue of Life.